# Jacques Bossis
Jacques Bossis (* 22. Dezember 1952 in Jonzac) ist ein ehemaliger französischer Radrennfahrer und nationaler Meister im Radsport.

## Sportliche Laufbahn
Bossis begann im Verein Royan OC mit dem Straßenradsport. Er war auch im Bahnradsport aktiv. Als Amateur erzielte er rund 100 Siege. Bossis gewann unter anderem Bordeaux–Saintes 1973, eine Etappe der Tour Nivernais Morvan, eine Etappe der Route de France und des Circuit de la Sarthe 1975 sowie zwei Etappen der Route de France 1976. In der Tour du Béarn 1974 wurde er Zweiter, im Einzelzeitfahren der Militärweltmeisterschaften 1974 Dritter. 1975 wurde er Dritter im Rennen Paris–Tours Espoirs. In der Rundfahrt Région Pays de la Loire Tour gewann er das Einzelzeitfahren.
Im September 1976 wurde Bossis Berufsfahrer im Radsportteam Gitane-Campagnolo und blieb bis 1985 als Radprofi aktiv. In seiner ersten Profisaison gewann er den Grand Prix de Plouay vor Patrick Perret, die Route nivernaise und den Prolog der Tour du Limousin. 1977 wiederholte Bossis den Sieg im Grand Prix de Plouay. 1978 war er im Circuit de l’Indre, beim Prolog der Tour de l’Oise und auf der 1. Etappe der Tour du Limousin erfolgreich. Den Grand Prix de Fourmies 1980 gewann er ebenso wie eine Etappe der Tour d’Armorique. 1981 holte er Siege im Grand Prix de Peymeinade, in der Tour du Haut-Var vor Francis Castaing. Dazu kamen Etappensiege in der Tour de Corse cycliste, bei Paris–Nizza und den Quatre Jours de Dunkerque.
Zweite Plätze holte Bossis im Grand Prix de Plumelec-Morbihan 1977, in der Tour du Limousin, in der Tour de l’Oise und im Grand Prix d’Isbergues 1978, in der Tour de Tarn 1979, im Grand Prix de Plouay 1980, im Critérium International 1981. Dritter wurde Bossis bei Mailand–Sanremo und den Quatre Jours de Dunkerque 1981, mit Stephen Roche als Partner in der Trofeo Baracchi 1982 und bei Nizza–Alassio 1984.
Bossis fuhr die Tour de France siebenmal. 1978 wurde er 62. und trug das Gelbe Trikot für einen Tag, 1979 60., 1980 59., 1981 63., 1983 62. und 1984 102. der Gesamtwertung. 1977 schied er aus.  In der Vuelta a España 1985 schied er aus.
Im Bahnradsport gewann er bei den Militärweltmeisterschaften 1974 die Goldmedaille in der Mannschaftsverfolgung. Er war Teilnehmer der Olympischen Sommerspiele 1972 in München. Der französische Bahnvierer mit Bernard Bocquet, Jacques Bossis, Michel Zuccarelli und Jean-Jacques Fussien konnte sich dort in der Mannschaftsverfolgung nicht platzieren.
1978 siegte er in der nationalen Meisterschaft in der Einerverfolgung der Profis. 1979 wurde er hinter Patrick Hosotte Vize-Meister in dieser Disziplin. 1972 war er Vize-Meister bei den Amateuren geworden.

## Berufliches
Nachdem er 1985 mit dem Radrennsport aufhörte, begann Jacques Bossis eine Tätigkeit bei Néopost-France.